# Loét Curling
Loét Curling lá vết loét dạ dày cấp tính dẫn đến biến chứng do bỏng nặng khi giảm thể tích huyết tương dẫn đến thiếu máu cục bộ và hoại tử tế bào (bong tróc) của niêm mạc dạ dày. Tình trạng này được mô tả lần đầu tiên vào năm 1823 và được đặt tên theo tên một bác sĩ, Thomas Blizard Curling, người đã quan sát mười bệnh nhân mắc bệnh loát như vậy vào năm 1842.
Những vết loét do tâm lý căng thẳng (các vết loét nông) từng là biến chứng phổ biến của bỏng nặng, xuất hiện ở hơn 10% trường hợp, và đặc biệt phổ biến ở nạn nhân bỏng là trẻ em. Loét Curling dẫn đến thủng và xuất huyết thường xuyên hơn các dạng loét đường ruột khác  và có tỷ lệ tử vong cao (ít nhất 80%).
Một tình trạng tương tự liên quan đến tăng áp lực nội sọ tên là loét Cushing.

## Điều trị
Mặc dù phẫu thuật khẩn cấp đã từng là phương pháp điều trị duy nhất, nhưng các liệu pháp kết hợp bao gồm cho ăn bằng ống, sử dụng thuốc ức chế axit mạnh như thuốc kháng histamin H2, thuốc ức chế bơm proton như omeprazole đã khiến loét Curling trở thành một biến chứng hiếm gặp. Thuốc theo toa ngăn chặn axit thường làm việc để giảm chảy máu ở những bệnh nhân bị loét loại này và cũng có thể giúp hạn chế một số triệu chứng khác của chúng. Ngoài việc sử dụng các thuốc ức chế acid để điều trị loét của Curling, bác sĩ có thể sử dụng chúng để ngăn ngừa sự phát triển của bệnh nhân bị thương tích hoặc các tình trạng khiến họ gặp nguy hiểm.